# بریتیش ریل
بریتیش ریل (انگلیسی: British Rail) یک سازمان اداره‌کننده راه‌آهن در بریتانیا بوده است.
این شرکت در سال ۱۹۴۸ تأسیس و در سال ۲۰۰۱ منحل شده است، مقر این سازمان در لندن بوده است.

## نگارخانه

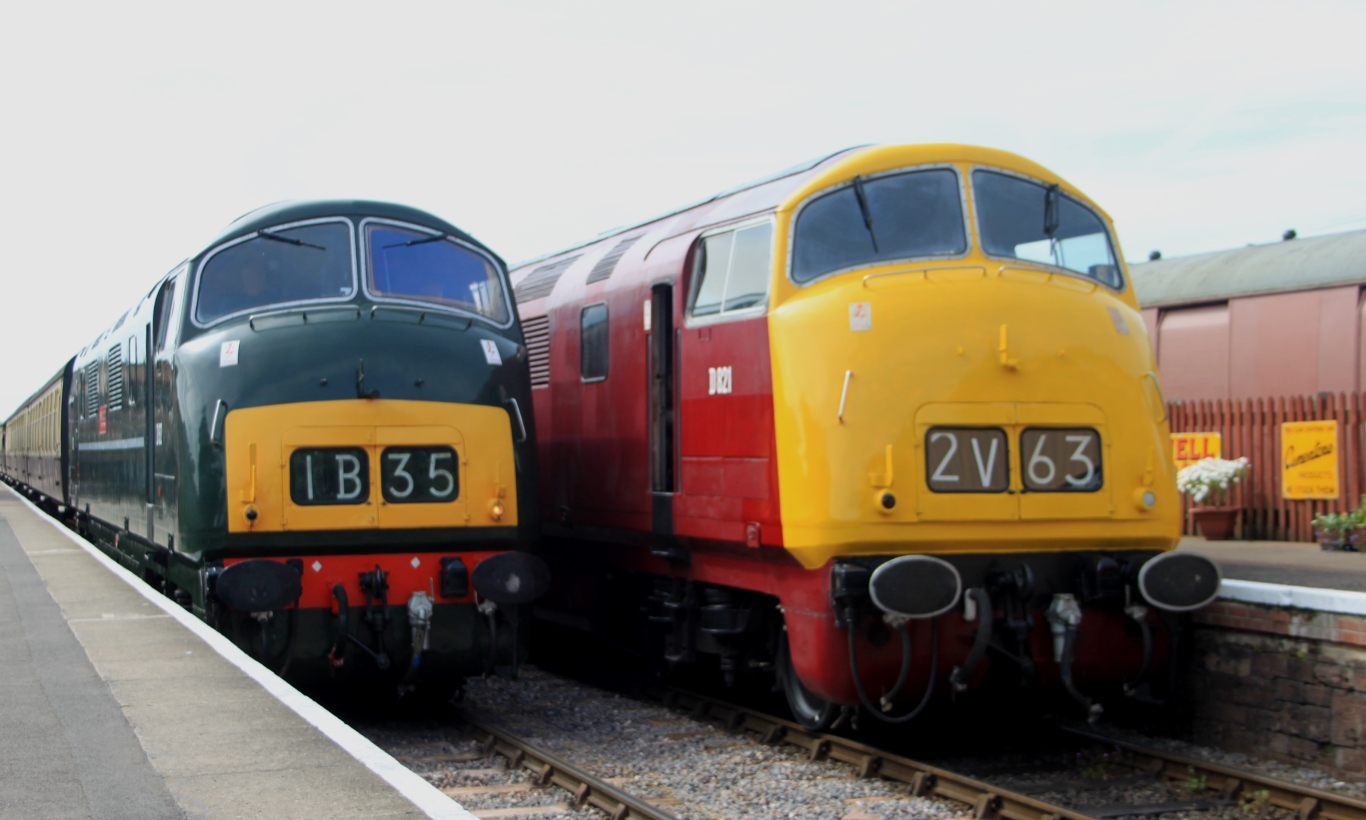
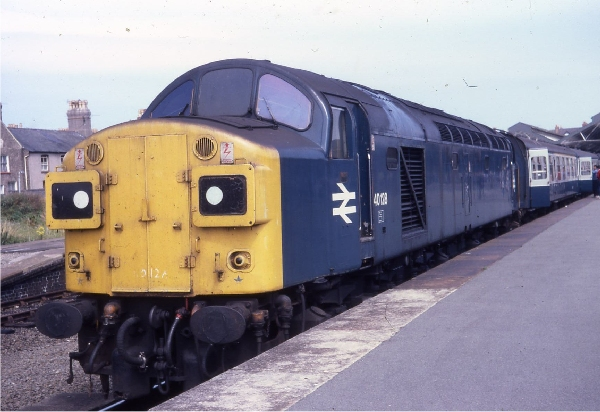
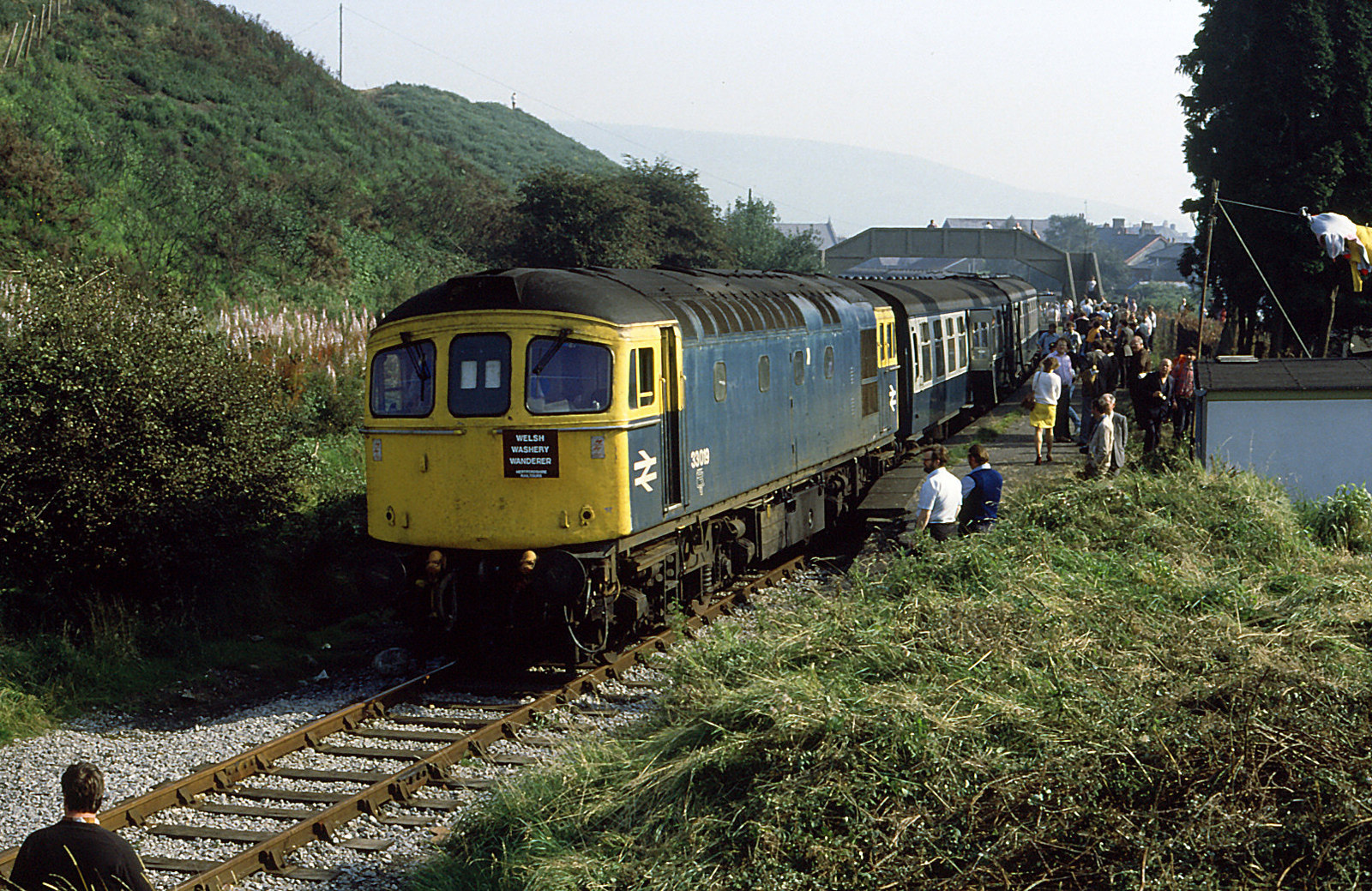
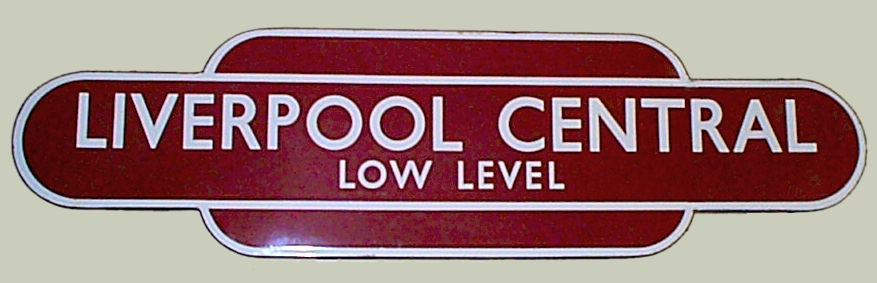
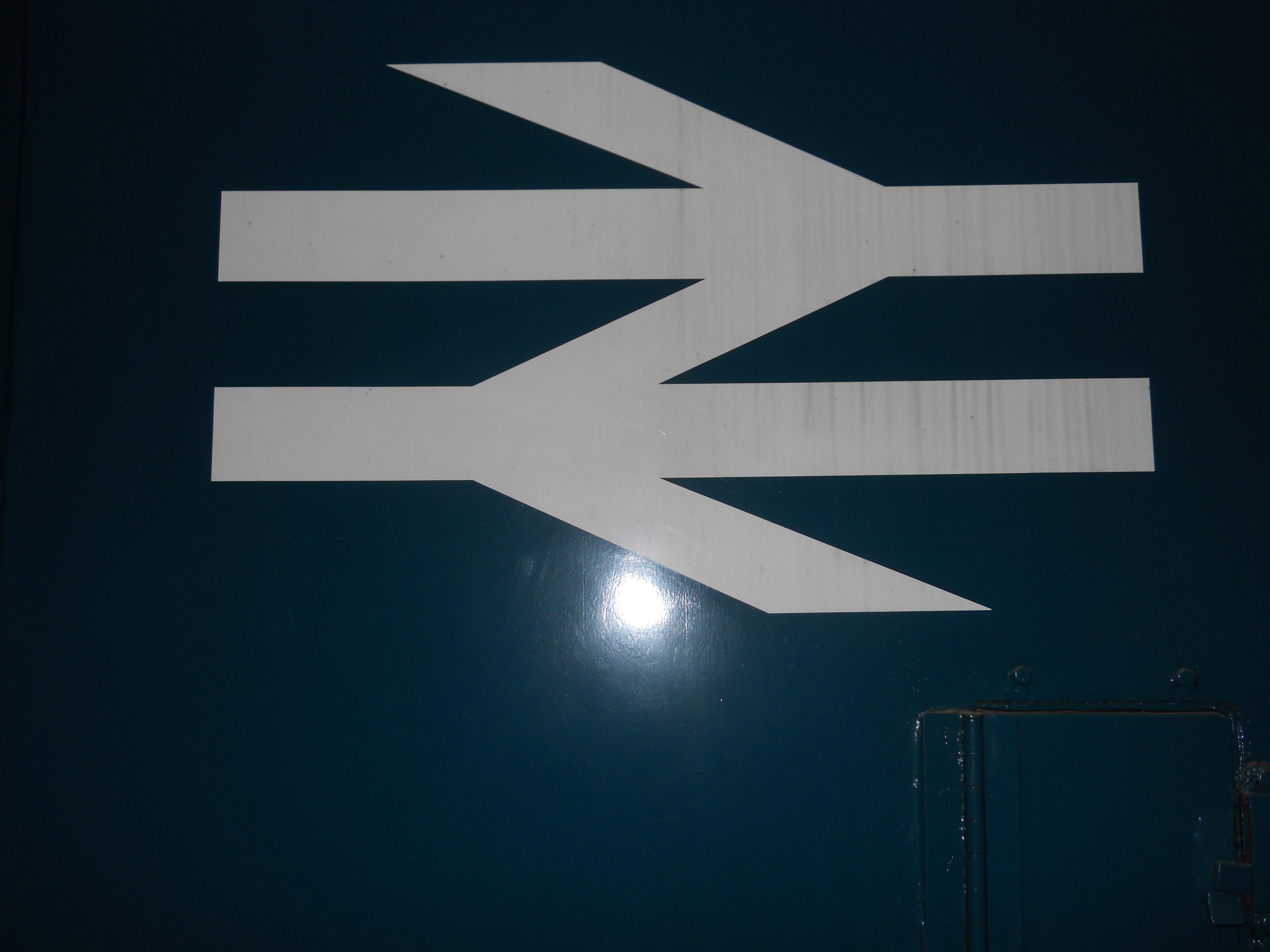